# Anthias tenuis
Anthias tenuis är en fiskart som beskrevs av Nichols 1920. Anthias tenuis ingår i släktet Anthias och familjen havsabborrfiskar. Inga underarter finns listade i Catalogue of Life.

## Bildgalleri

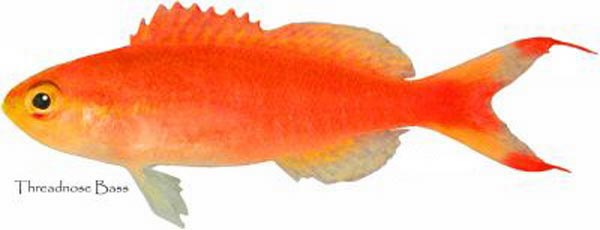